# 防雷鼓包

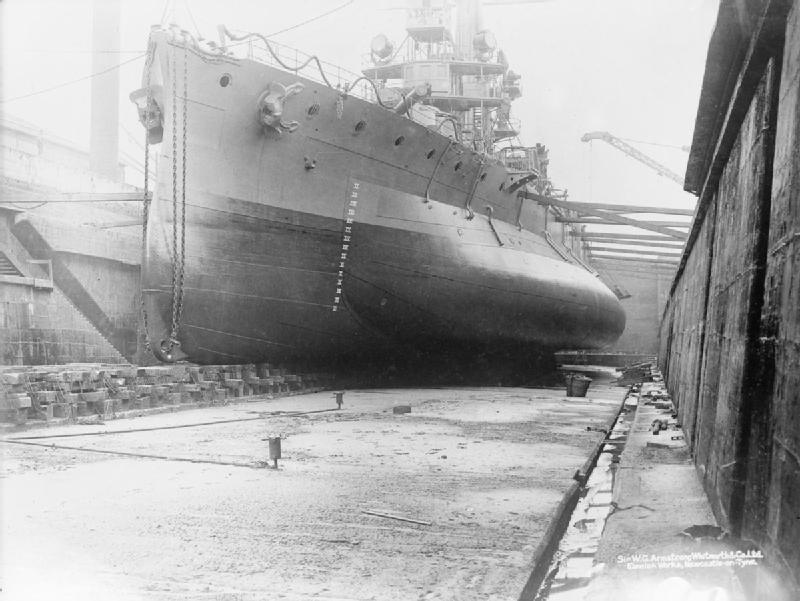
在乾塢中的皇家戰艦HMS Glatton (1914)，約1914－1918年。注意防雷鼓包的寬度。

防雷鼓包（也称为防鱼雷泡），是一種针对鱼雷的被动防御设备，流行于一战到二战时期的军舰上。

## 理论
基本上防雷鼓包就是一种安在军舰水线侧面上的部分，和内部的舱室完全隔离开来，一半是空的另一半则充着水。理论上鱼雷撕开它时外层的空气隔间和内层的水隔间会吸收冲击力和碎片，使军舰的真正船壳不受损坏。鼓包内的防水隔板会阻止一个鱼雷伤口造成的进水充满整个鼓包。 